# Dalderby
Dalderby – przysiółek w Anglii, w Lincolnshire, w dystrykcie East Lindsey, w civil parish Roughton. Leży 27.6 km od Lincoln i 185.3 km od Londynu.
W 1931 roku civil parish liczyła 19 mieszkańców.